# Leipziger Damen-Vokalquartett
Das Leipziger Damen-Vokalquartett war ein im Herbst 1903 von den Konzertsängerinnen Sophie Lücke, ihrer Schwester Anna, Johanna Deutrich und Hildegard Hohmann gegründetes Gesangsensemble.

## Persönliches
Sophie Lücke, geboren am 21. März 1866 in Leipzig, studierte von April 1885 bis Ostern 1890 am Königlichen Conservatorium für Musik zu Leipzig, der heutigen Hochschule für Musik und Theater „Felix Mendelssohn Bartholdy“, Gesang und Klavier. Sie wirkte später als Konzertsängerin, Gesangs- und Klavierlehrerin in Leipzig. Als Konzertsängerin trat sie zwischen 1898 und 1919 fünf Mal im Leipziger Gewandhaus auf.
Hildegard Homann, geboren am 26. April 1877 in Greifswald, kam schon frühzeitig im Elternhaus mit Musik in Verbindung. Ihr Vater war Königlicher Musikdirigent und wurde zur Militärkapelle nach Culm (Westpreußen, Landkreis Thorn) versetzt. Mit sieben Jahren begann sie mit dem Klavierspiel. Auf Grund ihres Talents und ihrer großen Begabung begann sie schon mit 13 Jahren, am 6. April 1891, das Musikstudium in Leipzig. Wegen ihres jugendlichen Alters konnte sie das Gesangsstudium erst später beginnen. Im Juni 1896 bestand sie ihr Klavier-Examen als vortreffliche Konzertpianistin mit brillanter Technik. Als eine der Jahrgangsbesten erhielt sie als Auszeichnung das Helbigsche-Stipendium. Im Anschluss an ihre Leipziger Zeit beeindruckte sie in Culm, wohin die Familie inzwischen verzogen war, das Publikum als großartige Konzertpianistin.

## Geschichte
Ein Damenquartett zu gründen, war zu damaliger Zeit eine außergewöhnliche Entscheidung. Für Auftritte von Frauen auf Bühnen außerhalb von Oper und Operette gab es selten Gelegenheiten. Frauenchöre wurden nicht in den Deutschen Sängerbund aufgenommen. Die Leipziger Konzertsängerin Elena Gerhard begann gerade mit dem Leipziger Gewandhauskapellmeister Arthur Nikisch als Begleiter am Piano, den Sologesang-Liederabend als neuartige, eigenständige Konzertform in Deutschlands Konzertsälen zu etablieren. Die vier Sängerinnen überzeugten das Publikum durch ihre große Musikalität und ihren nuancenreichen Gesang. Die präzise und auswendige A-cappella-Vortragsweise beeindruckte das Publikum und rief damals große Bewunderung und Begeisterung hervor. Entgegen dem im Männerchorgesang vorherrschenden Liedertafelstil waren die Auftritte des Leipziger Damen-Vokalquartetts für das Publikum erfrischend neu.
Am 24. Februar 1904 fand im Konzertsaal des Leipziger Städtischen Kaufhauses der erste öffentliche Liederabend des „Leipziger Damen-Vokalquartett“ statt. Konzerte gab das Damenquartett unter anderem in Leipzig, Berlin, Eisenach, Gera und Sondershausen. Es sind keine Programmzettel erhalten.
Bis 1906 sind noch weitere acht Konzerte nachweisbar. Das Leipziger Damen-Vokalquartett hat Anzeigen im Musikalischen Wochenblatt, Leipzig von 1905 bis 1908 geschaltet. Tonträger wurden nicht aufgenommen.

## Repertoire
Geeignete Kompositionen für Damenquartette waren damals sehr selten. Die meisten ihrer Lieder mussten für den Konzertvortrag aufwändig eingerichtet werden. Das Quartett brachte Madrigale, Lieder aller Stilepochen, Kunstlieder und Volkslieder zu Gehör. Das erarbeitete Repertoire war breit gefächert und klang in den Ohren des Publikums neuartig und interessant.
- „Auf dem Programm am 24. Februar [1904] standen drei ältere, der Gattung des Madrigals angehörige Lieder aus dem 14. und 16. Jahrhundert, reizende Perlen alten a-Cappella-Gesangs, denen je 2 Quartette von Brahms und Schumann und schließlich solche von Krug, Lazarus,Kienzl und 2 Volkslieder.“[10]
- „Das Damen-Vokalquartett brachte zwei Madrigale von Waelrant, Donati, schwedische, französische und ungarische Volkslieder (gesetzt von Dr. Bauer und H. Hofmann) …[zum Vortrag].“[11]
- Ein Konzert mit Vorträgen von „a-cappella-Sachen von d. Stucken, Gg. Schumann, Brahms, Volkslieder usw.“.[12]
- Madrigale, liebliche Kinderlieder, ausländische Volkslieder.[13]

## Pressestimmen
- Beeindruckend, trefflich eingesungen, schwierig intonierende Stücke, hochmusikalisch, frischer Klang, „absolute Tonreinheit, die anmutige Vortragsweise ... fand denkbar beste Aufnahme.“[10]
- „Wundervoll sang das Quartett ... „In einem kühlen Grunde“, ..., vorbildlich gegenüber der falschen Sentimentalität des Liedertafelstils.“[14]
- „Entzückte die Hörer, fein ausgearbeitet Madrigale, die in tadelloser Reinheit und Schönheit erklangen. Der helle, wohltönende Sopran, der volle, pastorale Alt, die klangreichen, schönen Mittelstimmen, die so vortrefflich zusammen passen, ... .“[13]